# 2MASS 2036-3607
2MASS 2036-3607 (2MASS J20360829-3607115) is een rode dwerg met een spectraalklasse van M3Ve in het sterrenbeeld Microscoop. De ster met schijnbare magnitude 11,7 bevindt zich 55,08 lichtjaar van de zon.